# Resolutie 2108 Veiligheidsraad Verenigde Naties
Resolutie 2108 van de Veiligheidsraad van de Verenigde Naties werd op 27 juni 2013 met unanimiteit van stemmen aangenomen door de VN-Veiligheidsraad en verlengde de VN-waarnemingsmissie in Syrië verder met een half jaar.

## Achtergrond
Na de Jom Kipoeroorlog kwamen Syrië en Israël overeen de wapens neer te leggen. Een waarnemingsmacht van de Verenigde Naties moest op de uitvoer van de twee gesloten akkoorden toezien.
In de marge van de protesten in Syrië vonden ook in het operatiegebied van de macht demonstraties plaats. Op 15 mei en 5 juni 2011 probeerden die Israël binnen te dringen, en daarbij vielen vele doden; het ernstigste incident in UNDOF's bestaan.
In datzelfde jaar begon ook de opstand in Syrië tegen de heersende dictatuur. Deze opstand draaide uit op een langdurige burgeroorlog.

## Inhoud

### Waarnemingen
De situatie in het Midden-Oosten bleef gespannen, en er was geen verbetering in zicht. Ook was het akkoord over de terugtrekking van troepen uit het observatiegebied meermaals geschonden en hadden er intense gevechten plaatsgevonden waarbij ook blauwhelmen gewond waren geraakt. Verder werden enkele incidenten waarbij blauwhelmen werden vastgehouden door gewapende Syrische oppositiegroepen sterk veroordeeld.

### Handelingen
De partijen werden nogmaals opgeroepen resolutie 338 uit te voeren, terughoudend te zijn, zich aan het staakt-het-vuren te houden en de vredeshandhavers in staat te stellen hun taak veilig uit te voeren. Het mandaat van UNDOF werd verlengd tot 31 december 2013.

## Verwante resoluties
- Resolutie 2064 Veiligheidsraad Verenigde Naties (2012)
- Resolutie 2084 Veiligheidsraad Verenigde Naties (2012)
- Resolutie 2115 Veiligheidsraad Verenigde Naties
- Resolutie 2131 Veiligheidsraad Verenigde Naties

Lijst ·  2086 ·  2087 ·  2088 ·  2089 ·  2090 ·  2091 ·  2092 ·  2093 ·  2094 ·  2095 ·  2096 ·  2097 ·  2098 ·  2099 ·  2100 ·  2101 ·  2102 ·  2103 ·  2104 ·  2105 ·  2106 ·  2107 ·  2108 ·  2109 ·  2110 ·  2111 ·  2112 ·  2113 ·  2114 ·  2115 ·  2116 ·  2117 ·  2118 ·  2119 ·  2120 ·  2121 ·  2122 ·  2123 ·  2124 ·  2125 ·  2126 ·  2127 ·  2128 ·  2129 ·  2130 ·  2131 ·  2132